# 5 janvier en sport
5 décembre 5 février
Chronologies thématiques
- Croisades
- Ferroviaires
- Disney

Le 5 janvier (5e jour de l'année) en sport.

## Événements

### XIXesiècle
- 1858
  - (Boxe) : Tom Sayers devient champion d'Angleterre en s'imposant face à Bill Benjamin[1]. Sayers conserve sa ceinture jusqu'en 1860, date de son retrait des compétitions[2].
- 1884
  - (Rugby à XV /Tournoi britannique) : le premier match de la deuxième édition du Tournoi britannique disputé au Cardigan Fields à Leeds voit l'Angleterre l'emporter sur le pays de Galles en raison d'un plus grand nombre d'essais marqués (trois contre un) alors que le match se termine sur un score de parité un partout[3],[4].
- 1885
  - (Cricket) : 2e des cinq test matches de la tournée australienne de l’équipe anglaise de cricket. L’Angleterre bat l’Australie par 9 wickets.
- 1895
  - (Rugby à XV) : match international entre l’Angleterre et le Pays de Galles à Swansea. L’Angleterre s’impose.

### XXesièclede1901à1950
- 1920
  - (Baseball) : les New York Yankees, équipe de baseball, recrutent Babe Ruth.

### XXesièclede1951à2000
- 1964
  - (Football américain) : en football américain, San Diego Chargers champion de l'AFL. Article détaillé : Saison AFL 1963
- 1974
  - (Ski alpin) : lors de la coupe du monde de ski alpin, l'autrichienne Annemarie Moser-Pröll remporte l'épreuve de la descente tandis que Christian Neureuther de la République fédérale d'Allemagne s'impose en slalom.

### XXIesiècle
- 2005 :
  - (Hockey sur glace) : le Canada a reconquis le titre de champion du monde de hockey junior après une longue attente de sept ans. Au-delà de la médaille d'or, les Canadiens ont balayé leurs rivaux du début à la fin du tournoi au Dakota du Nord. En six rencontres, le Canada a établi un record du tournoi en accordant seulement sept buts et a inscrit un total de 41 buts. La Russie remporte l'argent alors que la République tchèque remporte le bronze face aux États-Unis.
  - (Football) : après six mois poussifs passés à l'Olympique de Marseille, Bixente Lizarazu est transféré au Bayern de Munich, club dont il portait déjà les couleurs avant son passage sur la Canebière.
- 2006 :
  - (Biathlon) : coupe du monde de biathlon 2005-06 : en relais, la France s'impose sur 4 × 6 km féminin.
  - (Hockey sur glace) : (coupe d'Europe des clubs champions de hockey 2006) :
    - Kärpät Oulu 3 - 1 HC Davos
    - Dynamo Moscou 3 - 1 Slovan Bratislava

  - (Ski alpin) : en coupe du monde, l'Autrichienne Marlies Schild remporte le slalom de Zagreb devant sa compatriote Kathrin Zettel et la Croate Janica Kostelić.
- 2012 :
  - (Football) : victoire du Bayern Munich : Al-Sailiya Sports Club 0 - 13 Bayern Munich
- 2014 :
  - (Rallye-raid) : départ du 35e Rallye Dakar.
- 2019 :
  - (Football /Coupe d'Asie) : début de la 17e édition de la Coupe d'Asie de football qui se déroule aux Émirats arabes unis dans les villes de Abou Dabi, Dubaï, Al-Aïn et Charjah jusqu'au 1er février 2019.
- 2024 :
  - (Compétition automobile /Rallye-raid) : départ du 46e Rallye Dakar qui se terminera le 19 janvier 2024.
  - (Water-polo /Euro féminin) : début de la 20e édition du Championnat d'Europe féminin de water-polo qui se déroule aux Pays-Bas et se termine le 13 janvier 2024.

## Naissances

### XIXesiècle
- 1864 :
  - Ban Johnson, journaliste sportif américain. Fondateur de la Ligue américaine en 1893. († 28 mars 1931).
- 1880 :
  - Raymond Little, joueur de tennis américain. Vainqueur de la Coupe Davis 1913. († 29 juillet 1932).
- 1881 :
  - Paul Arnold Walty, footballeur suisse. († 22 juin 1969).
- 1882 :
  - Dorothy Levitt, pilote de course automobile anglaise. († 17 mai 1922).
- 1885 :
  - Fernand de Montigny, épéiste et fleurettiste ainsi que hockeyeur sur gazon belge. Médaillé de bronze de l'épée par équipes aux Jeux de Londres 1908, médaillé de bronze aux Jeux d'Anvers 1920 puis médaillé d'argent de l'épée par équipes et du fleuret par équipes aux Jeux de Paris 1924. († 2 janvier 1974).

### XXesièclede1901à1950
- 1904 :
  - Miguel Capuccini, footballeur uruguayen. Champion du monde de football 1930. (6 sélections en équipe d'Uruguay). († 9 juin 1980).
- 1910 :
  - Jack Lovelock, athlète de demi-fond néo-zélandais. Champion olympique du 1 500 m aux Jeux de Berlin 1936. († 28 décembre 1949).
- 1913 :
  - César Marcelak, cycliste sur route polonais puis français. († 17 février 2005).
- 1917 :
  - Adolfo Consolini, athlète de lancers italien. Champion olympique du disque aux Jeux de Londres 1948 puis médaillé d'argent du disque aux Jeux d'Helsinki 1952. Champion d'Europe d'athlétisme du disque 1946, 1950 et 1954. Détenteur du Record du monde du lancer du disque du 26 octobre 1941 au 8 juin 1946 et du 10 octobre 1948 au 9 juillet 1949. († 20 décembre 1969).
- 1920 :
  - André Simon, pilote de course automobile français. († 11 juillet 2012).
- 1922 :
  - Gustaf Jansson, athlète de fond suédois. Médaillé de bronze du marathon aux Jeux d'Helsinki 1952. († 11 avril 2012).
- 1925 :
  - Lou Carnesecca, joueur de basket-ball américain. († 30 novembre 2024).
- 1926 :
  - Veikko Karvonen, athlète de fond finlandais. Médaillé de bronze du marathon aux Jeux de Melbourne 1956. Champion d'Europe d'athlétisme du marathon 1954. († 1er août 2007).
- 1929 :
  - Alexandre Jany, nageur français. Médaillé de bronze du 4 × 200 m nage libre aux Jeux de Londres 1948 et aux Jeux d'Helsinki 1952. Champion d'Europe de natation du 100 m et du 400 m nage libre et médaillé d'argent du relais 4 × 200 m 1947 et 1950. Auteur de 7 records du monde. († 18 juillet 2001).
  - Aulis Rytkönen, footballeur puis entraîneur finlandais. (37 sélections en équipe de Finlande). Sélectionneur de l'équipe de Finlande de 1975 à 1978. († 16 avril 2014).
- 1932 :
  - Bill Foulkes, footballeur puis entraîneur anglais. Vainqueur de la Coupe des clubs champions 1968. (1 sélection en équipe d'Angleterre). († 25 novembre 2013).
- 1935 :
  - Marcel Adamczyk, footballeur français. (1 sélection en équipe de France).  († 10 février 2023).
- 1938 :
  - Keith Greene pilote de courses automobile britannique. († 8 mars 1921).
- 1941 :
  - Mansoor Ali Khan Pataudi, joueur de cricket indien. (46 sélections en test match). († 22 septembre 2011).
- 1942 :
  - Jan Ellis, joueur de rugby à XV sud-africain. (38 sélections en équipe d'Afrique du Sud). († 8 février 2013).
- 1948 :
  - Marcel Aubut, dirigeant de hockey sur glace canadien. Président du COC depuis 2009.

### XXesièclede1951à2000
- 1952 :
  - Uli Hoeneß, footballeur allemand. Champion du monde de football 1974. Champion d'Europe de football 1972. Vainqueur des Coupe des clubs champions 1974, 1975 et 1976. (35 sélections en équipe d'Allemagne).
  - Michèle Jacot skieuse alpine française. Championne du monde de ski alpin du combiné 1970.
- 1954 :
  - Alex English, basketteur américain.
- 1957 :
  - David Fairclough, footballeur anglais. Vainqueur de la Coupe UEFA 1976, des Coupe des clubs champions 1977, 1978 et 1981.
- 1961 :
  - Basil McRae, hockeyeur sur glace canadien.
- 1962 :
  - Carmine Abbagnale, rameur de deux avec barreur italien. Champion olympique aux Jeux de Los Angeles 1984 et aux Jeux de Séoul 1988 puis médaillé d'argent aux Jeux de Barcelone 1992. Champion du monde d'aviron de deux avec barreur 1981, 1982, 1985, 1987, 1989, 1990 et 1991.
- 1963 :
  - Natalya Artyomova, athlète de demi-fond soviétique puis russe.
  - Jeff Fassero, joueur de baseball américain.
- 1967 :
  - David Donohue pilote de courses automobile d'endurance américain.
  - Chris Nabholz, joueur de baseball américain.
- 1968 :
  - Joé Juneau, hockeyeur sur glace canadien. Médaillé d’argent aux jeux d'Albertville 1992.
  - Leila Meskhi joueuse de tennis soviétique puis géorgienne. Médaillée de bronze du double aux Jeux de Barcelone 1992.
- 1970 :
  - Ylva Nowén, skieuse alpine suédoise.
  - Jens Todt, footballeur allemand. (3 sélections en équipe d'Allemagne).
- 1971 :
  - Alessandro Di Benedetto navigateur franco-italien.
- 1972 :
  - Vincent Vosse pilote de courses automobile belge.
- 1977 :
  - Sedric Webber, basketteur américain.
- 1978 :
  - Franck Montagny pilote de courses automobile puis consultant TV français.
- 1979 :
  - Håvard Klemetsen, skieur de combiné nordique norvégien. Champion olympique par équipes aux Jeux de Sotchi 2014. Champion du monde de combiné nordique par équipes 2005.
- 1980 :
  - Béatrice Castets basketteuse française.
- 1982 :
  - Karel Geraerts, footballeur belge. (20 sélections en équipe de Belgique).
  - Janica Kostelić, skieuse alpine croate. Championne olympique du géant, du slalom et du combiné, médaillée d'argent du super-G aux Jeux de Salt Lake City 2002 puis championne olympique du combiné et médaillée d'argent du super-G aux Jeux de Turin 2006. Championne du monde de ski alpin du slalom et du combiné 2003 puis championne du monde de ski alpin de la descente du slalom et du combiné 2005.
  - Jaroslav Plašil, footballeur tchèque. (103 sélections en équipe de République tchèque).
  - Guillaume Szaszczak, basketteur français.
  - Morgan Turinui, joueur de rugby à XV puis entraîneur australien. (20 sélections en équipe d'Australie).
  - Benoît Vaugrenard, cycliste sur route français.
- 1985 :
  - Yuki Kitamuki, basketteur japonais.
  - Lopez Lomong, athlète de demi-fond soudanais puis américain.
- 1986 :
  - Jeanvion Yulu-Matondo, footballeur belge.
- 1987 :
  - Migjen Basha, footballeur albano-suisse. (35 sélections avec l'équipe d'Albanie).
- 1988 :
  - Azizulhasni Awang, cycliste sur piste malaisien. Médaillé de bronze du keirin aux Jeux de Rio 2016. Champion du monde de cyclisme sur piste du keirin 2017.
  - Noëlle Mben, handballeuse camerounaise. (50 sélections en équipe du Cameroun).
  - Fabian Posch, handballeur autrichien. (82 sélections en équipe d'Autriche).
  - Miroslav Raduljica, basketteur serbe. Médaillé d'argent aux Jeux de Rio 2016. (9 sélections en équipe de Serbie).
  - Jonathan Tehau, footballeur franco-tahitien. Champion d'Océanie de football 2012.
- 1990 :
  - Marshawn Powell, basketteur américain.
- 1991 :
  - Mohammed Ahmed, athlète de fond canadien.
  - Denis Alibec, footballeur roumain. (36 sélections en équipe de Roumanie).
  - Natnael Berhane, cycliste sur route érythréen. Champion d'Afrique de cyclisme sur route en individuel et du contre la montre par équipes 2011 et 2012, Champion d'Afrique de cyclisme sur route du contre la montre par équipes 2013 et 2015. Vainqueur du Tour d'Érythrée 2010, du Tour d'Algérie 2012 et du Tour de Turquie 2013.
  - Fellipe Bertoldo, footballeur est-timorais (5 sélections en équipe du Timor oriental)
- 1992 :
  - Stephan Leyhe, sauteur à ski allemand. Médaillé d'argent par équipes aux Jeux de Pyeongchang 2018 et de bronze par équipes aux Jeux de Pékin 2022. Champion du monde de saut à ski par équipes 2019.
- 1993 :
  - Jennifer Ågren taekwondoïste suédoise. Médaillée de bronze des -55kg aux Jeux  de la Jeunesse de Singapour 2010.
  - Alex Bolt joueur de tennis australien.
  - Phillip Dorsett, joueur de foot U.S. américain.
  - Bian Ka, athlète de lancers de poids chinoise.
  - Elijah Manangoi, athlète de demi-fond kényan. Champion du monde d'athlétisme du 1 500 m 2017. Champion d'Afrique d'athlétisme du 1 500 m 2018.
  - Marie-Bernadette Mbuyamba, basketteuse française.
  - Jolanda Neff, cycliste de VTT et sur route suisse. Championne olympique du cross-country aux Jeux de Tokyo 2020. Championne du monde de VTT du marathon 2016, du cross-country et du relais Mixte 2017, par équipes 2018 et 2019.
- 1994 :
  - Matt Grzelcyk, hockeyeur sur glace américain.
  - Jonquel Jones, basketteuse bahaméenne.
  - Abdoulaye Keita, footballeur malien.
  - Lin Sheng épéiste chinoise. Championne du monde d'escrime de l'épée par équipes 2019. Championne d'Asie d'escrime par équipes 2014 et 2018.
- 1995 :
  - Eric Mika, basketteur américain.
- 1996 :
  - Tino Kadewere, footballeur zimbabwéen. (5 sélections en équipe du Zimbabwe).
  - Luka Mkheidze, judoka français. Médaillé de bronze des -60kg aux Jeux de Tokyo 2020 et d'argent aux Jeux de Paris 2024. Médaillé d'argent des -60kg aux CE de judo 2021.
  - Zinédine Machach, footballeur français.
  - Malachi Richardson, basketteur américain.
- 1997 :
  - Nicola Conci, cycliste sur route italien.
  - Zhang Yuning footballeur chinois. (22 sélections en équipe de Chine).
- 1998 :
  - Isaac Humphries, basketteur australien.
- 1999 :
  - Mattias Svanberg, footballeur suédois.

### XXIesiècle
- 2001 :
  - Marie Pardon, basketteuse française. (4 sélections en équipe de France).
  - Ellis Simms, footballeur anglais.
- 2003 :
  - Kryštof Daněk, footballeur tchèque.
  - Kingstone Mutandwa, footballeur zambien.
- 2005 :
  - Jalal Abdullai, footballeur ghanéen.
- 2008 :
  - Paul Eymard, footballeur français.

## Décès

### XXesièclede1901à1950
- 1947 :
  - Charles Schlee, 73 ans, cycliste sur piste américain. Champion olympique du 5 miles aux Jeux de Saint-Louis 1904. (° 21 juillet 1873).

### XXesièclede1951à2000
- 1962 :
  - Per Thorén, 76 ans, patineur artistique individuel suédois. Médaillé de bronze aux Jeux de Londres 1908. Champion d'Europe de patinage artistique en individuel 1911. (° 26 janvier 1885).
- 1963 :
  - Rogers Hornsby, 66 ans, joueur de baseball américain. (° 27 avril 1896).
- 1987 :
  - Herman Smith-Johannsen, 111 ans, fondeur norvégeo-canadien. (° 15 juin 1875).
- 1988 :
  - Pete Maravich, 40 ans, basketteur américain. (° 22 juin 1947).
- 1990 :
  - Kléber Piot, 69 ans, cycliste sur route et cyclocrossman français. (° 18 octobre 1920).
- 1994 :
  - Eliška Junková, 93 ans, pilote de courses automobile tchécoslovaque puis tchèque. (° 16 novembre 1900).

### XXIesiècle
- 2004 :
  - Charles Dumas, 66 ans, athlète de sauts américain. Champion olympique de la hauteur aux Jeux de Melbourne 1956. Détenteur du Record du monde du saut en hauteur du 29 juin 1956 au 13 juillet 1957. (° 12 février 1937).
- 2005 :
  - Martín Acosta y Lara, 79 ans, basketteur uruguayen. Médaillé de bronze aux Jeux d'Helsinki 1952. (° 12 mars 1925).
- 2006 :
  - Ken Mosdell, 83 ans, hockeyeur sur glace américain. (° 13 juillet 1922).
  - Nel van Vliet, 79 ans, nageuse néerlandaise. Championne olympique du 200 m brasse aux Jeux de Londres 1948. Championne d'Europe de natation du 200 m brasse 1947. (° 17 janvier 1926).
- 2007 :
  - Gaston Rebry, 73 ans, cycliste sur route belge. (° 30 octobre 1933).
- 2008 :
  - John Ashley, 77 ans, arbitre de la Ligue nationale de hockey canadien. (° 5 mars 1930).
- 2011 :
  - Assar Rönnlund, 75 ans, fondeur suédois. Champion olympique du 4 × 10 km et médaillé d'argent du 50 km aux Jeux d'Innsbruck 1964 puis mpédaillé d'argent du relais 4 × 10 km aux Jeux de Grenoble 1968. Champion du monde de ski de fond du 15 km et du relais 4 × 10 km aux CM de ski nordique 1962. (° 3 septembre 1935).
- 2013 :
  - Pierre Cogan, 98 ans, cycliste sur route français. (° 10 janvier 1914).
  - Jean de Herdt, 89 ans, judoka français. Champion d'Europe de judo 3e dan, toutes catégories et par équipes 1951 puis 4e dan 1952 et 1955. (° 23 juillet 1923).
- 2014 :
  - Eusébio, 71 ans, footballeur portugais. Vainqueur de la Coupe des clubs champions 1961 et 1962. (64 sélections en équipe du Portugal). (° 25 janvier 1942).
- 2015 :
  - Jean-Pierre Beltoise, 77 ans, pilote de F1 français. (1 victoire en Grand Prix). (° 26 avril 1937).
- 2017 :
  - Frank Murphy, 69 ans, athlète de demi-fond irlandais. (° 21 mai 1947).
- 2020 :
  - Hans Tilkowski, 84 ans, footballeur allemand. (39 sélections en équipe d'Allemagne). (° 12 juillet 1935).